# Sključani
Sključani so naselje v občini Kozarska Dubica, Bosna in Hercegovina. 

## Deli naselja
Barudžijina Kosa, Ćorića Kosa, Kljajića Kosa in Sključani.

## Prebivalstvo
| Pregled števila prebivalcev po letih | Pregled števila prebivalcev po letih | Pregled števila prebivalcev po letih | Pregled števila prebivalcev po letih | Pregled števila prebivalcev po letih | Pregled števila prebivalcev po letih |
| ------------------------------------ | ------------------------------------ | ------------------------------------ | ------------------------------------ | ------------------------------------ | ------------------------------------ |
| 1948                                 | 1953                                 | 1961                                 | 1971                                 | 1981                                 | 1991                                 |
| -                                    | -                                    | -                                    | 305                                  | 306                                  | 307                                  |

| Narodna sestava prebivalstva po letih                                                                                      | Narodna sestava prebivalstva po letih                                                                                       | Narodna sestava prebivalstva po letih                                                                                       |
| --- | --- | --- |
| 1971 | 1981 | 1991 |
| . skupaj: 305 Srbi 304 (99,67 %) Hrvati 0 (0,00 %) Muslimani 0 (0,00 %) Jugoslovani 0 (0,00 %) drugi in neznano 1 (0,32 %) | . skupaj: 306 Srbi 269 (87,90 %) Hrvati 0 (0,00 %) Muslimani 0 (0,00 %) Jugoslovani 30 (9,80 %) drugi in neznano 7 (2,28 %) | . skupaj: 307 Srbi 292 (95,11 %) Hrvati 1 (0,32 %) Muslimani 0 (0,00 %) Jugoslovani 10 (3,25 %) drugi in neznano 4 (1,30 %) |